# Máquina de Newcomen

Animación del funcionamiento de la máquina de Newcomen

La máquina de Newcomen, o máquina de vapor atmosférica, fue inventada en 1712 por Thomas Newcomen, asesorado por el físico Robert Hooke y por el mecánico John Calley. Esta máquina supuso una mejora frente a la máquina de Thomas Savery.

## Funcionamiento

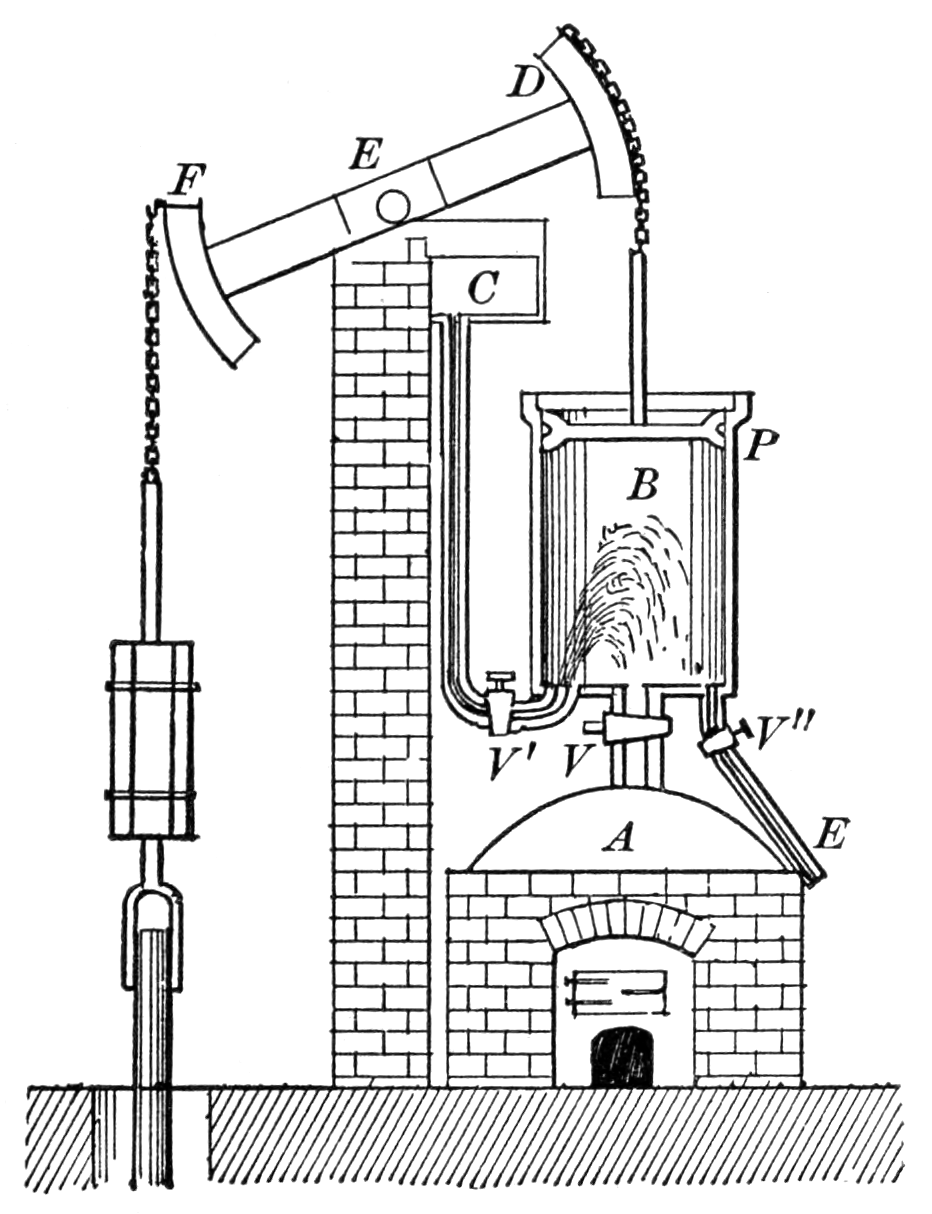
Grabado de una máquina de Newcomen

El funcionamiento de ambas máquinas era similar. Ambas creaban el vacío en un depósito a base de enfriar vapor de agua. La diferencia estaba en que mientras en la máquina de Savery era el propio vacío del depósito el que absorbía el agua de la mina, en la máquina de Newcomen el vacío creado en un cilindro tiraba de una viga hacia abajo.
Esta viga estaba situada en forma de balancín, de modo que al llenarse el vacío del cilindro con vapor, la viga volvía a subir. Este movimiento de vaivén accionaba una bomba alternativa que extraía el agua de la mina.

Posteriormente James Watt ideó una nueva máquina que contaba con un condensador independiente, de modo que cada parte de la máquina se mantenía a una temperatura determinada.